# Ptyas carinata
Ptyas carinata е вид змия от семейство Смокообразни (Colubridae).

## Разпространение
Видът е разпространен във Виетнам, Индонезия (Калимантан, Суматра и Ява), Камбоджа, Малайзия (Западна Малайзия и Саравак), Тайланд и Филипини.